# Theary Seng
Theary Chan Seng, née en 1971, est une avocate et militante des droits de l'homme américano-cambodgienne, directrice exécutive du Centre for Social development, et présidente du Center for Cambodian Civic Education (CIVICUS Cambodia). Elle est l'auteur de Daughter of the Killing Fields, un livre sur ses expériences en tant qu'enfant pendant le régime des Khmers rouges.

## Biographie

### Jeunesse
Née sous le nom de Chan Theary Seng, elle déménage aux États-Unis en 1979 avec son jeune frère après la défaite des Khmers rouges, battus par l'armée vietnamienne. À l'âge de sept ans, Theary Seng avait perdu ses parents et de nombreux proches à cause de ce régime. Après 1995, elle  fait du bénévolat auprès de plusieurs associations syndicales et de défense des droits de l'homme. Elle a obtient son diplôme en droit de la faculté de droit de l'université du Michigan en 2000, et elle est admise à l'Association du Barreau de l'État de New York et à l'American Bar Association. Theary Seng retourne au Cambodge en 2004.

### Travaux
Theary Seng est la directrice exécutive du Centre pour le développement social, qui se concentre principalement sur la garantie d'un procès équitable devant le procès des Khmers rouges. Elle est ensuite présidente de CIVICUS, une organisation qui travaille sur l'éducation civique, la réconciliation et la consolidation de la paix. Elle a travaillé avec de nombreuses anciennes victimes des Khmers rouges. Theary Seng a organisé une campagne à Phnom Penh lorsque le président Barack Obama a effectué sa première visite officielle au Cambodge. Le spectacle mettait en scène l'ancien secrétaire d'État Henry Kissinger, il a attiré l'attention sur la responsabilité américaine d'avoir porté les Khmers rouges au pouvoir après les bombardements.
Theary Seng déclare que les bombardements américains au début des années 1970 au Cambodge « ont eu pour conséquence directe de tuer un demi-million de personnes et la conséquence indirecte de créer les conditions qui nous ont donné les Khmers rouges. Kissinger est légalement et moralement responsable ». Elle insiste pour que le mandat des juges du procès contre les Khmers rouges soit prorogé. Lors du procès de Kang Kek Iew alias Duch, elle s'est retirée en tant que partie civile en raison d'une controverse au tribunal.
En novembre 2020, elle est poursuivie avec 137 autres opposants au régime du Premier ministre Hun Sen lors d'un procès exceptionnel, qui illustre le durcissement du pouvoir à l'égard des voix contestataires dans le pays.